# 陳載
陳載（1432年—？），字景厚，福建興化府莆田縣人，明朝政治人物。進士出身。

## 生平
福建鄉試第一百八名。天順元年（1457年）丁丑科會試第三十八名，殿試登進士第二甲第五十七名。

## 家族
曾祖陳文軒。祖父陳彥和。父亲陳朝用。